# Diego de Marquina

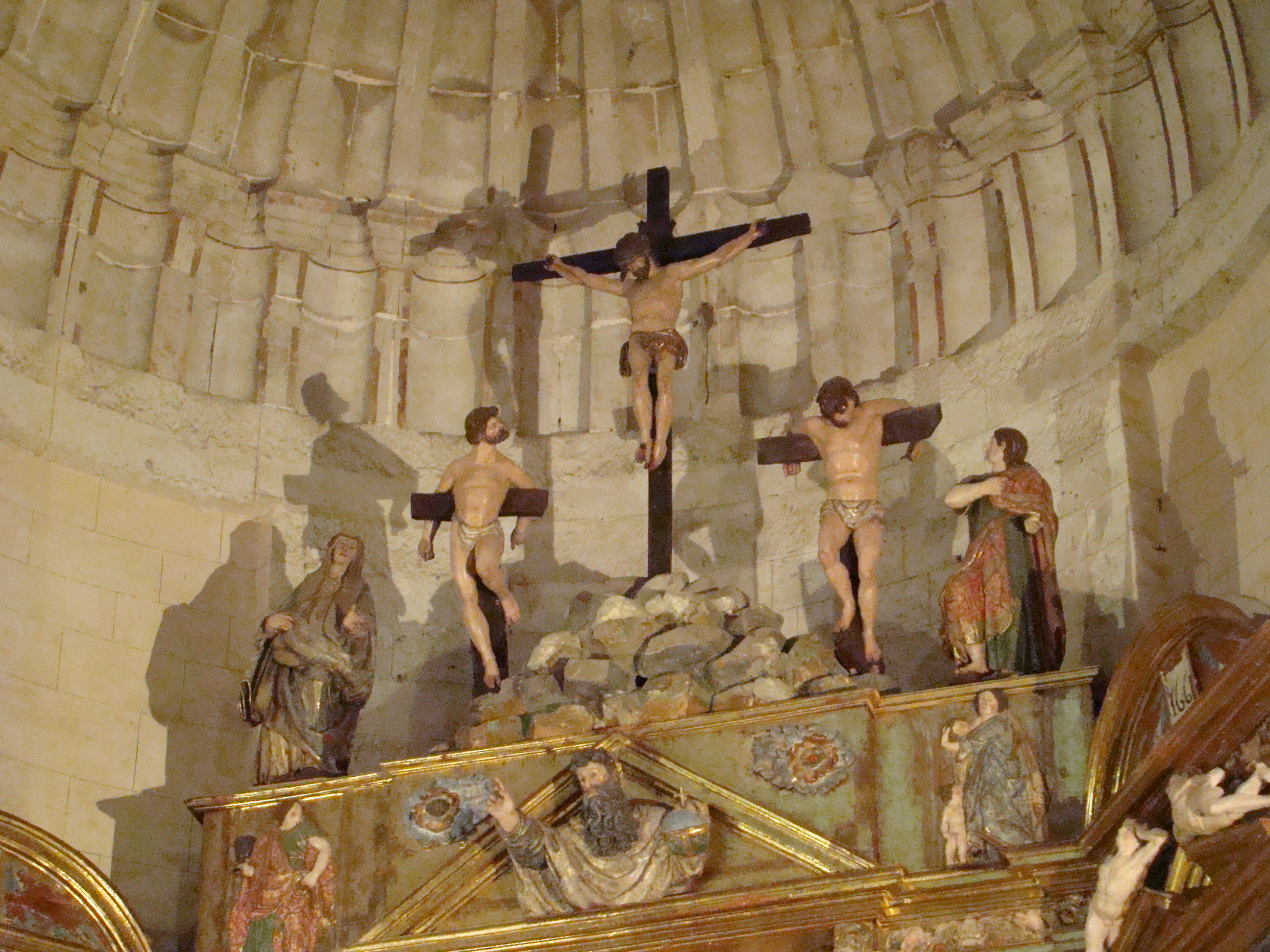
Detalle del retablo del Monasterio de Santa María de Retuerta realizado por Diego de Marquina (1578).

Diego de Marquina fue un escultor español (Miranda de Ebro, Burgos, 1542 - 1604).
Diego de Marquina fue el discípulo más aventajado de Pedro López de Gámiz y, al igual que su maestro, basó su obra en la escultura romanística imitando a Miguel Ángel. También fue uno de los más importantes tasadores de obras de la época.

## Obras
- Retablo mayor del Monasterio de Santa María de Retuerta (Sardón de Duero). Desde 1957 se encuentra en el altar mayor del Monasterio de La Santa Espina, en la provincia de Valladolid
- Retablo mayor de la Iglesia de San Cornelio y San Cipriano (Pangua).[4]